# Александър Младенов
Александър Младенов е бивш български футболист и треньор. Роден е на 25 юни 1982 г. в София.

## Кариера
Юноша на ЦСКА, преминава в ДЮШ на Херта Берлин Германия през 1999. Дебютира за немския отбор през 2002. През сезон 2004/05 играе за Карлсруе Германия. През лятото на 2005 се връща в ЦСКА, но не успява да се наложи и в началото на 2006 преминава в Том Томск Русия. През 2009 играе за Славия София, а в периода март-юни 2010 за Краснодар Русия. До края на 2010 се състезава в Калиакра Каварна, а след това преминава в Севастопол Украйна през 2011. През лятото на 2011 играе за Етър 1924 Велико Търново, а през 2012 подписва с Локомотив София.
Играе за националния отбор на България до 21 години, като записва 17 мача с 9 гола.
Помощник треньор на Царско село през 2016.
Син на легендата на ЦСКА – Стойчо Младенов и брат на футболиста на ЦСКА – Стойчо Младенов-младши.